# Runt. The Ballad of Todd Rundgren
Albums de Todd Rundgren
Runt
(1970) Something/Anything?
(1972)
Singles
1. Be Nice to Me
Sortie : mars 1971
2. A Long Time, A Long Way to Go
Sortie : août 1971

Runt. The Ballad of Todd Rundgren est le deuxième album de Todd Rundgren, sorti en 1971.
La pochette de l'album, conçue par Ron Mael, est une photographie de Rundgren, de dos, assis devant un piano à queue. Un nœud coulant est passé autour de son cou.
Runt. The Ballad of Todd Rundgren ne parvient pas à entrer dans le Billboard 200. Les deux singles qui en sont tirés, Be Nice to Me et A Long Time, A Long Way to Go, se classent respectivement 71e et 92e.

## Titres
Toutes les chansons sont écrites et composées par Todd Rundgren.
| 1. | Long Flowing Robe         | 3:30 |
| 2. | The Ballad (Denny & Jean) | 3:30 |
| 3. | Bleeding                  | 4:05 |
| 4. | Wailing Wall              | 3:05 |
| 5. | The Range War             | 2:38 |
| 6. | Chain Letter              | 5:02 |

| 1. | A Long Time, A Long Way to Go | 2:12 |
| 2. | Boat on the Charles           | 4:28 |
| 3. | Be Nice to Me                 | 3:27 |
| 4. | Hope I'm Around               | 4:55 |
| 5. | Parole                        | 4:22 |
| 6. | Remember Me                   | 0:51 |

## Musiciens
- Todd Rundgren : chant, guitare, piano, claviers
- Hunt Sales : batterie
- Tony Sales : basse
- Jerry Scheff : basse
- John Guerin : batterie
- N. D. Smart (en) : batterie